# Villa Lavaurs
Cet article possède un paronyme, voir Lavaur.
La villa Lavaurs, anciennement villa Saint-Joseph, est un édifice du XIXe siècle dans un petit domaine situé à Fontainebleau, en Seine-et-Marne, en France. Elle a abrité le musée municipal d'art et d'histoire militaires jusqu'en 2010.

## Situation et accès
L'édifice est situé à l'extrémité nord-ouest de la rue Saint-Honoré au croisement avec la rue de la Paroisse, non loin du centre-ville de Fontainebleau, elle-même au sud-ouest du département de Seine-et-Marne.

## Histoire

### Construction
La villa est construite vers 1897 sur le terrain de l'hôtel des Quatre Secrétaires, par le comte Raymond Lavaurs qui lui donne alors le domonyme « villa Saint-Joseph »,. En 1895, le comte et la comtesse résident toujours dans leur château de Sorques, un manoir situé à une dizaine de kilomètres de là, sur le territoire actuel de la commune de Montigny-sur-Loing, au sud de la forêt de Fontainebleau et aux bords du Loing. À cette date, ils viennent souvent surveiller les travaux de construction de leur nouvelle propriété. Cette demeure est alors essentiellement conçue pour les grandes réceptions. L'état inachevé de l'édifice n'a toutefois pas empêché l'organisation de festivités : le quotidien Le Gaulois rapporte, dans son numéro du 26 février 1895, la tenue d'un carnaval organisé par la comtesse dans l'« hôtel », avec de nombreux invités.

### Fonctions
Au départ villégiature privée, elle devient une annexe du lycée de jeunes filles dans les années 1960, puis elle accueille la Bibliothèque Internationale de Musique Contemporaine au premier étage. À partir de 1972, la villa abrite le musée municipal d'art et d'histoire militaires jusqu'en 2010,. Elle est finalement rachetée par la Ville dans les années 1980.

### Association de défense
L'Association des Amis de la Villa Lavaurs et de son Parc s'est constitué en fin d'année 1996 pour la sauvegarde et la valorisation de cet édifice. Elle a pour objet :
1. « de sauvegarder la Villa Lavaurs, témoignage de l'architecture du XIXe siècle, actuellement à destination culturelle et sociale, et son parc implanté d'arbre magnifiques » ;
2. « de contribuer par tous les moyens en son pouvoir à la préservation intégrale de cette propriété partie intégrante et en principe inaliénable du patrimoine municipal » ;
3. « de présenter des propositions culturelles et sociales à l'utilisation de cette propriété ».

Alors que le conseil municipal vote une « Zone de Protection du patrimoine Architectural Urbain et Paysager » le 21 novembre 1996, cette disposition ne semble prendre le jardin de la villa ni comme un « espace majeur », ni comme faisant partie d'un « cœur d'îlot à protéger ». La crainte de l'association est alors que l'édifice et son jardin soient vendus intégralement.

### Projets et vente
Le maire de Fontainebleau, Frédéric Valletoux, veut pendant longtemps y établir le siège de la communauté de communes du pays de Fontainebleau mais le maire d'Avon, Jean-Pierre Le Poulain, s'oppose à un tel projet, finalement abandonné notamment à cause des travaux de remise aux normes trop coûteux.
Dès 2011, l'idée d'une vente de la villa est alors envisagée. Le 28 décembre 2017, la société parisienne Urban Premium rachète l'édifice, le bâtiment de gardien et un terrain de 2 000 m2 pour une somme de 1 770 000 euros en vue d'établir des logements locatifs : une quinzaine d'appartements, variant du studio au T3. Une rénovation de l'édifice et de la parcelle est entamée. Les collections du musée napoléonien restent un temps sur place, avant d'être transférées dans les salles d'expositions temporaires au-dessus de la médiathèque,,. La restauration est effectuée par l'agence Bonne Nouvelle architectures.

## Propriétaires

### Famille Lavaurs

#### Ancêtres
Les Lavaurs sont originaires de Teissières-de-Cornet, dans le Cantal, où est situé non-loin le lieu-dit Lavaurs. Cette famille de propriétaires exploitants du XVIe siècle garde des traces anciennes de son existence : on note en particulier Louis Lavaurs et ses fils Antoine, né en 1764, et Louis, né fin 1765.
Ne pouvant vivre suffisamment des exploitations agricoles, Louis Lavaurs part s'enrichir ailleurs. Après de nombreux voyages, il s'installe à Quimper, en Bretagne, où ses deux épouses successives donnent naissance à une famille de quatorze enfants. L'un d'eux est François Louis Lavaurs, né en 1805 et mort en 1884. Architecte, il fonde une société avec le constructeur Parent & Schaken, qui devient Fives-Lille, et dont il préside le conseil d'administration. Il construit une partie du réseau ferroviaire de France — dont la ligne Paris-Moret —, d'Algérie, de la province de Santa Fe en Argentine et d'Espagne dont le travail sur des lignes importantes lui vaut d'être anobli par le roi Alphonse XIII au titre de comte en 1879. En Espagne, son travail l'aménera à fonder la Société minière et métallurgique de Peñarroya. Il fera également des travaux en Italie, dont la construction de deux ponts en fer sur le Tibre. Il achète alors le château de Sorques, à Montigny-sur-Loing, et devient maire de cette commune, de 1870 à 1874.

#### Raymond Lavaurs

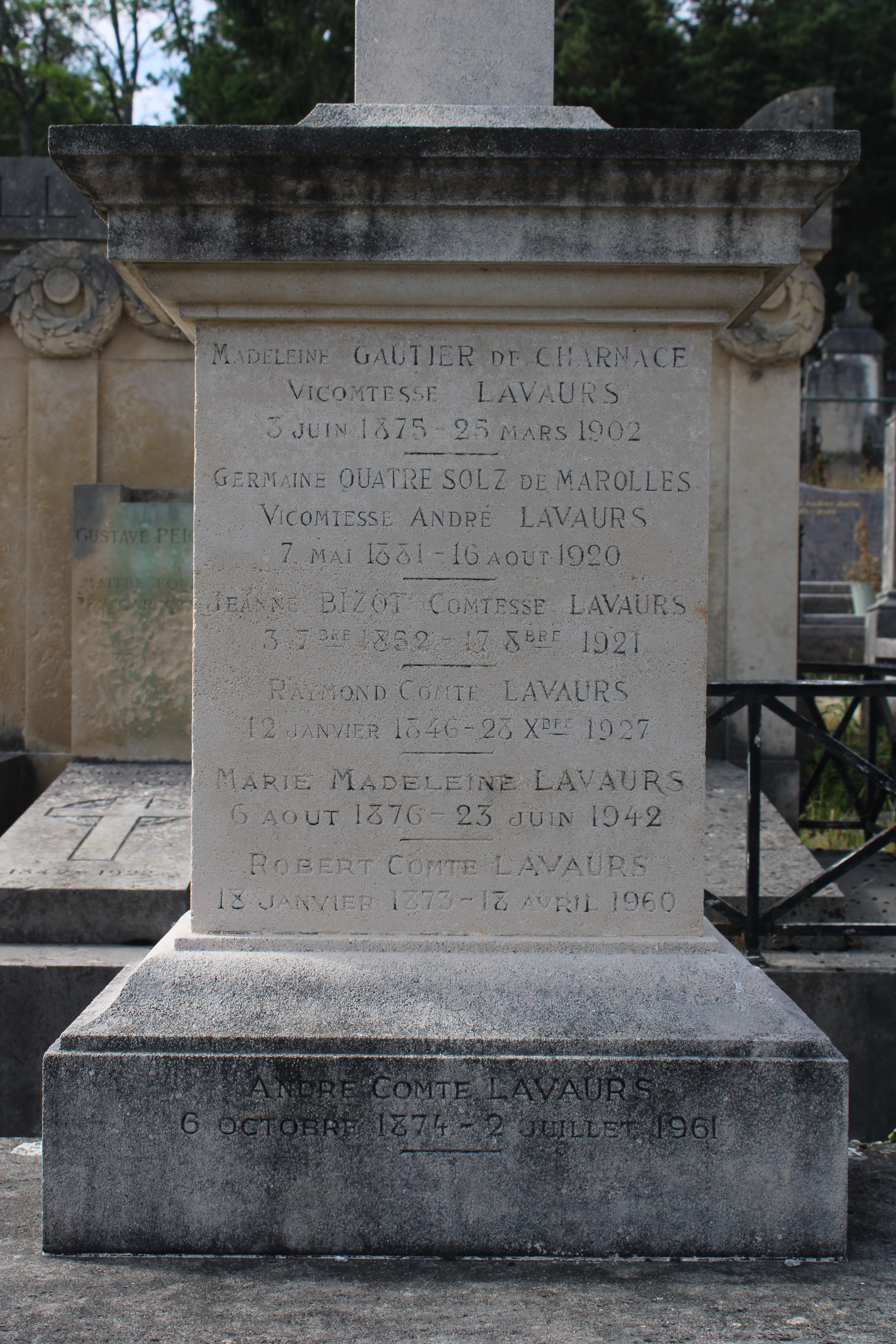
Détail de la sépulture de la famille Lavaurs, dans le cimetière de Fontainebleau.

Le comte Raymond Lavaurs, né en 1846 à Nantes et mort en 1927, vend le château de Sorques au décès de son père pour déménager dans cette nouvelle villa de Fontainebleau. Il est capitaine au premier bataillon de garde nationale mobile de Seine-et-Marne puis un homme d'affaires qui travaille à Paris : il est le président-directeur général de la société Peñarroya. Il passait ses fins de semaine à chasser à Sorques et à jouer au golf de Fontainebleau, dont il est l'un des fondateurs et premier président,.

#### Jeanne Bizot
L'épouse de Raymond Lavaurs, la comtesse Lavaurs, Jeanne Bizot, est la fille de Michel Bizot, général de division mort durant le siège de Sébastopol, et la sœur de Brice Adrien Bizot, militaire français, héros de la seconde expédition de Madagascar et général de division de la Première Guerre mondiale,.
Elle décède le 17 octobre 1921, dans la villa. Ses obsèques ont eu lieu le matin du 21 octobre à l'église de Fontainebleau. L'hebdomadaire L'Abeille de Fontainebleau la décrit comme étant une « personne excessivement aimable et bonne ».

## Structure

### Extérieur
Le bâtiment est composé de trois niveaux au-dessus du sol et d'un sous-sol. Un perron à double volées permet d'accéder à une porte en bois au-dessus de laquelle se fixe un auvent transparent.
Le monogramme  « ⅃L » apparaît plusieurs fois, notamment sur le fronton surmontant la fenêtre avant du second étage et sur sa fenêtre homologue derrière l'édifice, ainsi que dans la forme des ancres de cheminées.

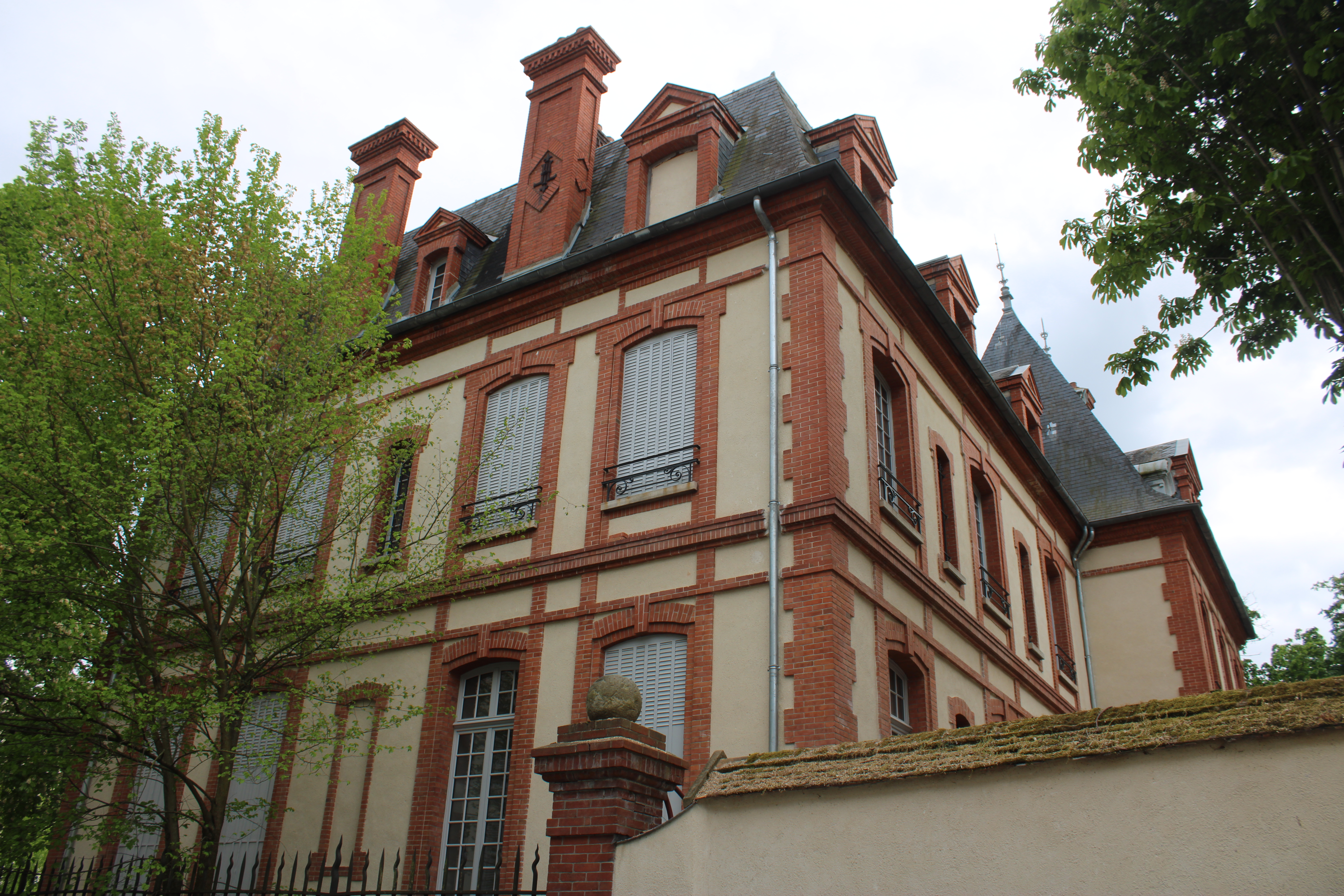
Vue de la villa depuis la rue de la Paroisse, en mai 2021
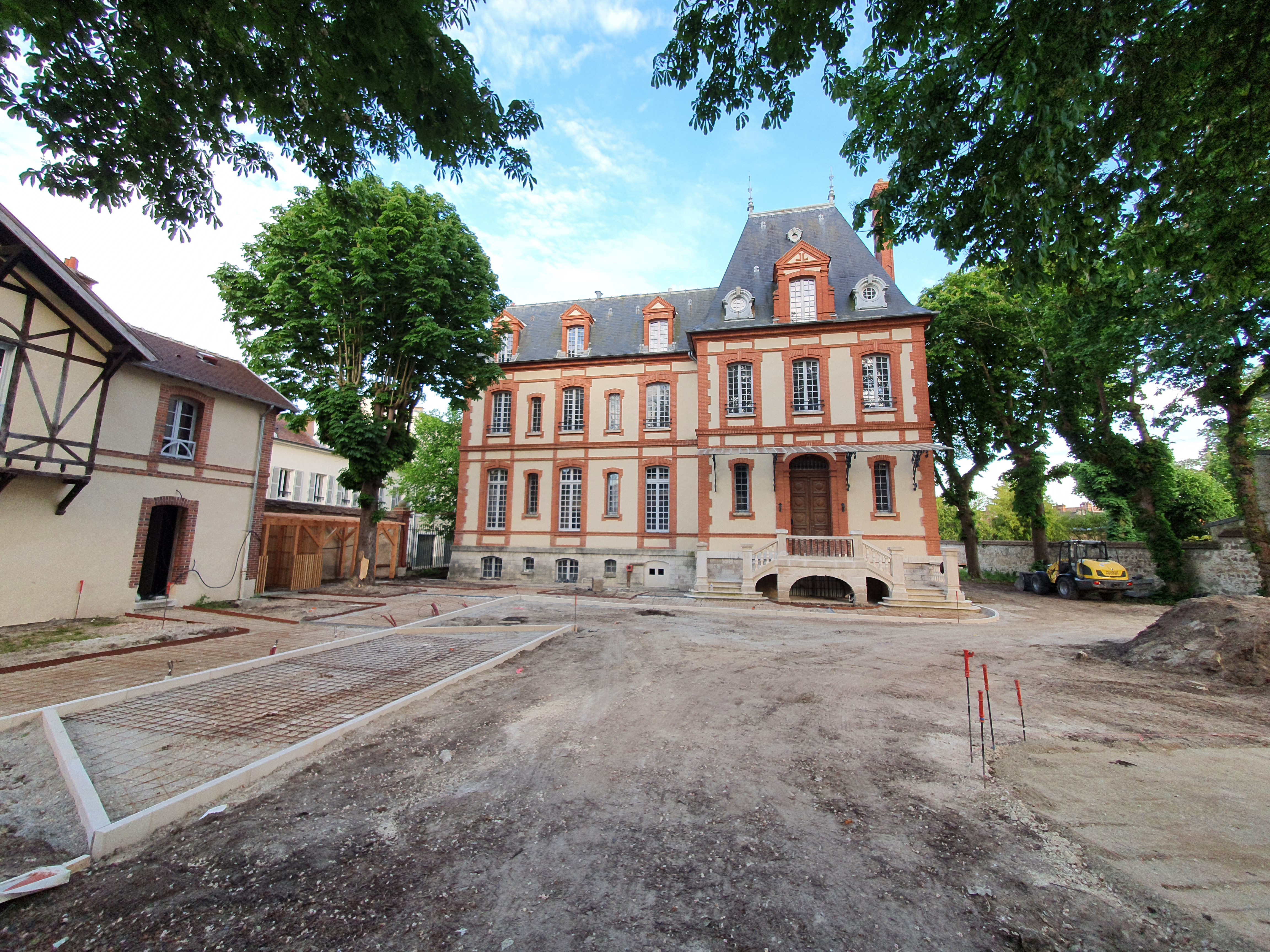
Cour en travaux, en mai 2021
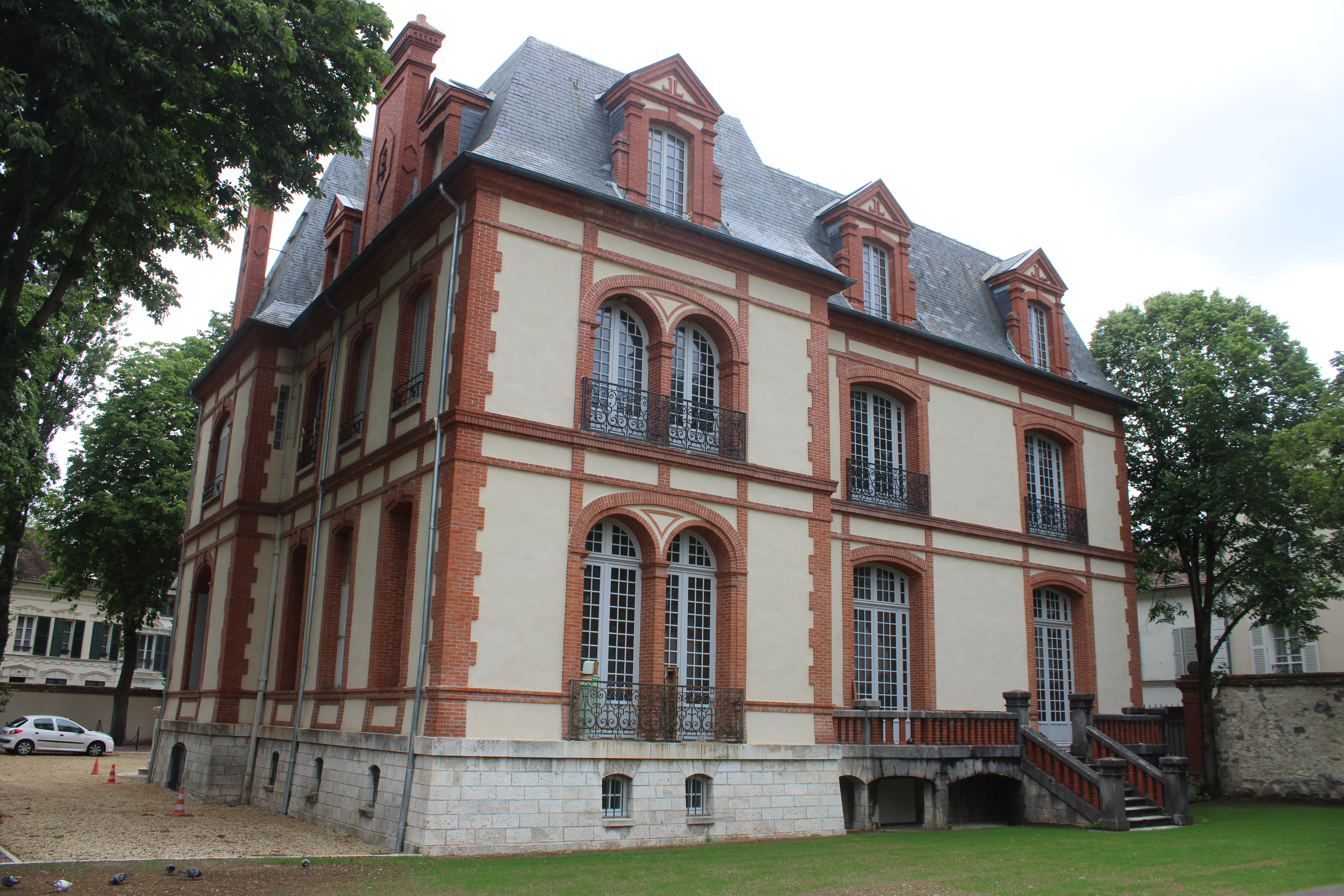
Vue depuis le square Joséphine, en juin 2021
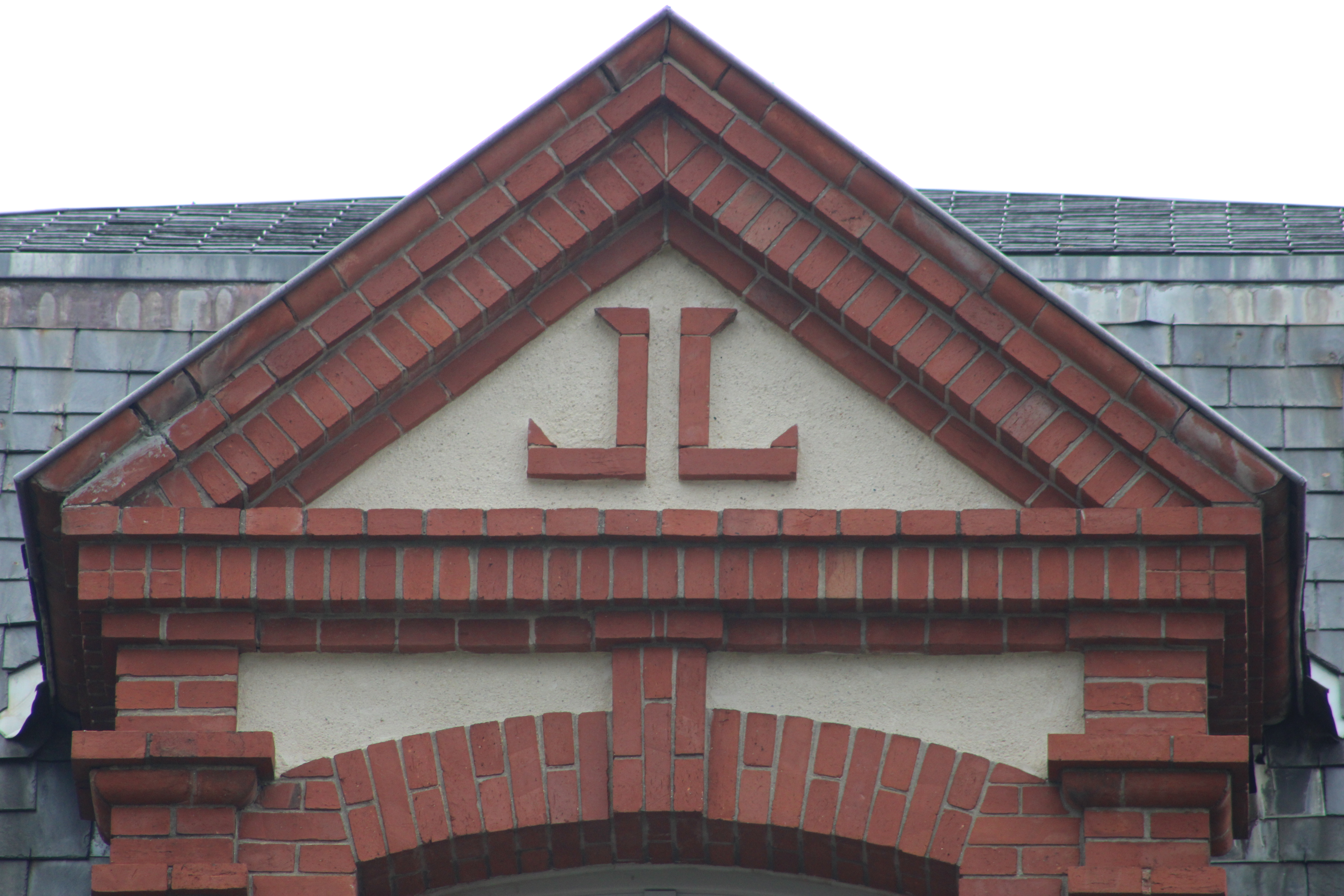
Monogramme ⅃L sur une des fenêtres du second étage

### Intérieur
Le bâtiment contient une vaste salle de bal meublée, habillée de boiseries de vieux chêne sculpté, ainsi que d'une tenture et d'un plafond bleus.

## Mobilier

### Lustre du grand salon
Un grand lustre en bronze doré, faisant 150 centimètres de hauteur et 130 centimètres de diamètre, ornait le grand salon de la villa.
Il est composé de trente-six branches de lumière feuillagées qui se terminent par des fleurons et des enroulements. Ces branches se distribuent sur quatre rangs, ornées de feuilles d'acanthe. Le fût de forme balustre est ciselé de godrons alternés de canaux à asperges et d'entrelacs à fleurons. Il est décoré de pendeloques, d'enfilages de perles, de plaquettes et rosaces en cristal et verre taillé et présente une graine à l'amortissement. Ce fût est surmonté à la partie supérieure de quatre sculptures d'enfants musiciens, probablement faites par Henry Dasson (1825-1896), ébéniste et bronzier parisien, et réalisées d'après le modèle de Pierre Gouthière livré pour le Petit Appartement de la Reine au château de Versailles vers 1780.
Côté pour une fourchette de départ de 8 000 à 12 000 euros, il est vendu le 26 février 2017 pour 41 250 euros (frais compris) lors de la vente aux enchères Meubles et objets d'art et de décoration à la maison Osenat, à Fontainebleau.